# Einfarb-Küstenbaumratte
Die Einfarb-Küstenbaumratte oder Kurzhaarige Atlantik-Baumratte (Phyllomys unicolor) ist ein sehr seltenes Nagetier in der Gattung der Küstenbaumratten innerhalb der Familie der Stachelratten, das im Osten Brasiliens vorkommt.

## Entdeckung
Von dieser Art ist nur ein Exemplar bekannt (Stand: 2016), das zu Beginn der 1820er Jahre von Georg Wilhelm Freyreiss im Gebiet des heutigen Bundesstaates Bahia in Brasilien  eingesammelt wurde. Balg und Schädel wurden 1824 in die zoologische Sammlung Senckenberg in Europa aufgenommen. Eduard Rüppell gab dem Exemplar 1842 in einem Sammlungskatalog den vorläufigen Namen Loncheres unicolor. Diesen übernahm Johann Andreas Wagner im selben Jahr bei der wissenschaftliche Erstbeschreibung. Loncheres ist ein Synonym der Gattung Phyllomys. Die Region um den Fundplatz in der Nähe des Atlantiks ist heute hauptsächlich mit immergrünen Wäldern bedeckt.

## Merkmale
Die Einfarb-Küstenbaumratte ist mit einer Kopfrumpflänge von 28,0 cm und einer Schwanzlänge von 20,2 cm ein großes Gattungsmitglied. Sie hat etwa 4 cm lange Hinterfüße und 1,6 cm lange Ohren. Auf der Oberseite kommt kurzes borstiges Fell vor, echte Stacheln fehlen jedoch. Die Fellfarbe ist oberseits einheitlich rotbraun und der Übergang zur helleren sowie weniger rötlichen Unterseite erfolgt schrittweise. Zusätzlich sind die Haare unterseits weniger borstig. Weiterhin ist der Schwanz von kurzem Fell bedeckt, so dass die darunterliegenden Schuppen verdeckt sind. An der Schwanzspitze befindet sich eine Quaste, die vermutlich beim lebenden Exemplar dunkler war.
Der Kopf ist durch fast nackte Ohren sowie breite und orange obere Schneidezähne gekennzeichnet. Die mittellangen Vibrissen erreichen den unteren Hals soweit sie nach hinten gebogen werden. Abweichende Details des Schädels unterscheiden die Art von der Langhaarigen Atlantik-Baumratte (Phyllomys medius), deren Verbreitungsgebiet etwa 600 km weiter südlich beginnt.

## Status
Da bisher nur ein Individuum gefunden wurde, ist die Populationsgröße dieser Art unbekannt. Waldrodungen wirken sich vermutlich negativ aus. Die IUCN listet die Einfarb-Küstenbaumratte als vom Aussterben bedroht (Critically Endangered).